# Labour Party (Irland)
Die Labour Party (irisch: Páirtí an Lucht Oibre) ist eine sozialdemokratische Partei der Republik Irland, die 1912 als politischer Flügel des Irish Trade Union Congress gegründet wurde und sich selbst als älteste politische Partei Irlands bezeichnet. Die Labour Party ist nach historischen Stimmenverlusten bei den Wahlen 2016 und 2020 aktuell die fünftstärkste Partei im Land und war zuletzt von 2011 bis 2016 an der Regierung von Taoiseach Enda Kenny (Fine Gael) beteiligt. Insgesamt war sie bisher knapp 20 Jahre an verschiedenen irischen Regierungen als Koalitionspartner beteiligt. Mit ihrem früheren Parteipräsidenten Michael D. Higgins stellt die Partei seit dem 11. November 2011 zum zweiten Mal den irischen Staatspräsidenten.

## Parlamentarische Anführer der Labour Party
- Thomas Johnson 1922–1927
- Thomas J. O’Connell 1927–1932
- William Norton 1932–1960
- Brendan Corish 1960–1977
- Frank Cluskey 1977–1981
- Michael O’Leary 1981–1982
- Dick Spring 1982–1997
- Ruairi Quinn 1997–2002
- Pat Rabbitte 2002–2007
- Eamon Gilmore 2007–2014
- Joan Burton 2014–2016
- Brendan Howlin 2016–2020
- Alan Kelly 2020–2022
- Ivana Bacik seit 2022

## Gründung
1912 gründeten James Connolly, James Larkin und William X. O’Brien die Labour Party als politischen Flügel des Dachverbandes der irischen Gewerkschaften Irish Trade Union Congress. Ziel der Partei war die Vertretung der Arbeiterklasse im Parlament nach der Home-Rule-Bill von 1912, die für Irland eine stärkere Autonomie vorsah. Doch nach dem niedergeschlagenen Dubliner Generalstreik wurde die Gewerkschaftsbewegung geschwächt, was durch die Emigration von Larkin und die Hinrichtung von Connolly 1916 noch verstärkt wurde.
Nach Larkins Emigration wurde O’Brien zur dominanten Figur der Irish Transport and General Workers’ Union und einflussreich innerhalb des Gewerkschaftsbundes und der Labour Party, die von Thomas Johnson angeführt wurde. Die Labour Party weigerte sich, an der Wahl 1918 teilzunehmen, um nicht ins Kreuzfeuer der zwei größten Parteien Sinn Féin und Irish Parliamentary Party zu geraten, die die Wahl als Volksabstimmung zur politischen Zukunft Irlands ansahen. Auch an der Wahl 1921 nahm die Partei nicht teil und hatte somit auch während der Hochphase der irischen Unabhängigkeitsbewegung keinen Sitz im Dáil Éireann.

## Der irische Freistaat
Der Anglo-Irische Vertrag spaltete die Partei. Einige Mitglieder schlossen sich dem Vertragsgegner im folgenden irischen Bürgerkrieg an, während O’Brien und Johnson die Mitglieder ermutigte, den Vertrag zu unterstützen. Bei der Wahl 1922, bei der die Partei erstmals teilnahm, gewann sie auf Anhieb 14 Sitze und wurde drittstärkste Partei. Bis 1927 (als Fianna Fáil ins Unterhaus einzog) war die Labour Party die Haupt-Oppositionspartei im Unterhaus.
1923 kehrte Larkin nach Irland zurück und hoffte auf die Übernahme des Vorsitzes der Partei, doch O’Brien widersetzte sich. Daraufhin schloss sich Larkin dem radikaleren Flügel der Partei an und gründete im September 1923 die Irish Worker League (Arbeitervereinigung Irlands).
1932 unterstützte die Labour Party Eamon de Valeras erste Fianna-Fáil-Regierung, die ein Programm sozialer Reformen versprach, das den Vorstellungen der Labour Party entsprach. In den 1940er Jahren hatte es den Anschein, dass die Labour Party Fine Gael als stärkste Oppositionspartei ablösen könne. Bei der Wahl 1943 erreichte die Partei 17 Sitze – das bisher beste Ergebnis.

## Trennung von National Labour und erste Koalitionsregierung
Der Streit zwischen Larkin und O’Brien wurde mit der Zeit immer heftiger und unversöhnlicher. Er führte in den 1940er Jahren schließlich zur endgültigen Spaltung der Labour Party und im Gewerkschaftsbund. 1944 verließ O’Brien Partei und Gewerkschaftsbund und gründete die National Labour Party. Dieser Schritt schädigte die Partei vor allem bei der folgenden Wahl im gleichen Jahr, bei der sie mehr als die Hälfte ihrer Sitze einbüßte. Erst nach Larkins Tod (1947) war der Versuch einer erneuten Zusammenführung möglich.
In dieser Phase trat die Partei auch vereinzelt bei Wahlen in Nordirland an und erreichte mit Gerry Fitt sogar einmal einen Sitz im Nordirischen Parlament. Fitt verließ 1964 die Partei und gründete die nordirische Republican Labour Party. Seitdem trat die Labour Party nicht mehr in Nordirland an.
Von 1948 bis 1951 sowie von 1954 bis 1957 war die Labour Party die zweitgrößte Koalitionspartei in der (ersten und zweiten) Mehrparteienregierung in Irland. William Norton, Anführer der Partei zu dieser Zeit, erhielt jeweils das Amt des Tánaiste und war Sozialminister.

## Brendan Corish
1960 wurde Brendan Corish neuer Anführer der Partei und brachte sozialistischere Ansätze ein. Zwischen 1973 und 1977 war die Labour Party, noch unter Corish, Koalitionspartner der Fine Gael-Regierung. Nach dem Verlust der Wahl 1977 trat Corish zurück und Frank Cluskey wurde sein Nachfolger.

## Die 1980er Jahre
Von 1981 bis 1987 (bis auf ein paar Monate 1982) war die Labour Party Koalitionspartner von Fine Gael und somit Regierungspartei. Während der letzten Jahre dieser Zeit war aufgrund von schlechter wirtschaftlicher und finanzieller Situation im Staat striktes Sparen angesagt und die Labour Party musste wegen Kürzungen im Gesundheits- und Sozialsektor besonders darunter leiden. Dies resultierte in einem katastrophalen Wahlergebnis von 6,4 % bei der Wahl 1987. Weiterhin verlor man kontinuierlich Stimmen an die neu gegründete marxistische Workers’ Party.
Zusätzlich gab es in den 1980er Jahren extreme Differenzen zwischen dem linken und rechten Flügel der Partei, vor allem bei der Frage, ob man eine Koalition mit einem der beiden großen Parteien eingehen sollte. Bei der Parteiversammlung 1989 wurden einige sozialistische und marxistische Aktivisten aus der Partei ausgeschlossen. Diese Ausschlüsse setzten sich auch in den frühen 1990er Jahren fort – einige der Ausgeschlossenen, unter ihnen Joe Higgins, gründeten daraufhin die Socialist Party.

## Mary Robinson und Regenbogenkoalition
1990 wurde Mary Robinson Irlands erste Präsidentin. Robinson trat zwar als unabhängige Kandidatin an, wurde aber ursprünglich von der Labour Party vorgeschlagen. Sie war damit nicht nur die erste weibliche Präsidentin, sondern gleichzeitig – abgesehen von Douglas Hyde – das erste Staatsoberhaupt, das nicht aus den Reihen von Fianna Fáil kam.
1990 vereinigte sich die Labour Party weiterhin mit Jim Kemmys Democratic Socialist Party und 1992 mit Declan Brees Independent Socialist Party.
1993 kehrte die Labour Party als Koalitionspartner von Fianna Fáil in die Regierung zurück. Dick Spring wurde Tánaiste und Außenminister. Doch bereits zwei Jahre später scheiterte die Koalition und die Labour Party schloss sich mit Fine Gael und Democratic Left zur neuen Regierungskoalition (die sog. Regenbogenkoalition) zusammen – wohlgemerkt ohne dass eine Neuwahl stattgefunden hatte; ein einmaliges Ereignis in der irischen Politik, das durch diverse Sitzverschiebungen durch Nachwahlen möglich geworden war. Dick Spring behielt beide Posten.

## Zusammenschluss mit Democratic Left und das neue Jahrtausend
Das schlechte Abschneiden bei der Wahl 1997 (man verlor die Hälfte der Sitze) und der indiskutable 4. Platz (von 5) der Labour-Kandidatin Adi Roche bei der Präsidentschaftswahl im gleichen Jahr führte schließlich zum Rücktritt von Dick Spring. Ruairi Quinn wurde sein Nachfolger und begann sogleich mit Verhandlungen über einen Zusammenschluss mit Democratic Left, der schließlich 1999 stattfand. Die neue Partei behielt den Namen Labour Party.
Quinn trat 2002 als Anführer zurück (nach einer erneut enttäuschenden Wahl mit nur geringen Gewinnen von etwa 2 % gegenüber dem historischen Tiefstniveau) und der ehemalige Democratic-Left-Teachta Dála Pat Rabbitte wurde gewählt – erstmals direkt von den Parteimitgliedern. Im Juni 2004, bei den Wahlen zum Europaparlament, konnte Proinsias De Rossa den Sitz der Labour Party verteidigen. Dies war der einzige Lichtblick bei einer ansonsten enttäuschenden Wahl.
Nachdem die Partei bei den Wahlen 2007 keine Sitze hinzugewonnen und sogar leicht an Stimmen verloren hatte, trat Rabbitte als Parteivorsitzender zurück. Ihm folgte Eamon Gilmore.
Bei den Wahlen von 2011 verlor die Regierungspartei Fianna Fáil insbesondere infolge der Finanzkrise deutlich an Stimmen, die Labour Party erzielte hingegen ihr bisher bestes Wahlergebnis landesweit und konnte die Anzahl ihrer Mandate im Dáil Éireann von 20 auf 37 steigern. Sie trat danach in eine Koalitionsregierung mit Fine Gael ein, in der sie fünf Minister stellte.
Am 27. Oktober 2011 gewann der Kandidat der Labour-Partei, Michael D. Higgins, die Präsidentschaftswahl. Die Partei stellt damit ab dem 11. November 2011 zum zweiten Mal den irischen Staatspräsidenten.
Bei den Regionalwahlen und den Wahlen zum Europaparlament am 23. Mai 2014 erlitt die Partei große Verluste (EU: alle bisherigen 3 Sitze verloren; Regionalwahlen: von 132 Sitzen auf 51 Sitze geschrumpft). Der bisherige Vorsitzende Eamon Gilmore trat daraufhin zurück. Zur neuen Vorsitzenden wurde Joan Burton gewählt.
Bei den Wahlen zum Dáil Éireann 2016 erlitt die Irish Labour Party einen historischen Stimmenverlust auf 6,6 % und verlor 30 ihrer 37 Mandate. Joan Burton trat daraufhin als Parteivorsitzende zurück und wurde durch Brendan Howlin ersetzt.
Der Negativtrend setzte sich bei den Wahlen zum Dáil Éireann 2020 fort, bei der die Irish Labour Party mit 4,4 % das schlechteste Ergebnis ihrer Geschichte erzielte. Bekannte Politiker wie die frühere Tánaiste Joan Burton und die ehemalige Bildungsministerin Jan O’Sullivan verloren ihr Mandat. Brendan Howlin trat daraufhin als Parteivorsitzender zurück. Zu seinem Nachfolger wurde Alan Kelly gewählt.

## Wahlergebnisse
| Jahr      | Wahl                   | Stimmenanteil | Sitze  |
| --------- | ---------------------- | ------------- | ------ |
| 1973      | Dáil Éireann 1973      | 13,7 %        | 19/144 |
| 1977      | Dáil Éireann 1977      | 11,6 %        | 17/148 |
| 1981      | Dáil Éireann 1981      | 9,9 %         | 15/166 |
| Feb. 1982 | Dáil Éireann Feb. 1982 | 9,1 %         | 15/166 |
| Nov. 1982 | Dáil Éireann Nov. 1982 | 9,4 %         | 16/166 |
| 1987      | Dáil Éireann 1987      | 6,4 %         | 12/166 |
| 1989      | Dáil Éireann 1989      | 9,5 %         | 15/166 |
| 1992      | Dáil Éireann 1992      | 19,3 %        | 33/166 |
| 1997      | Dáil Éireann 1997      | 10,4 %        | 17/166 |
| 2002      | Dáil Éireann 2002      | 10,8 %        | 20/166 |
| 2007      | Dáil Éireann 2007      | 10,1 %        | 20/166 |
| 2011      | Dáil Éireann 2011      | 19,5 %        | 37/166 |
| 2016      | Dáil Éireann 2016      | 6,6 %         | 7/158  |
| 2020      | Dáil Éireann 2020      | 4,4 %         | 6/160  |
| 2024      | Dáil Éireann 2024      | 4,7 %         | 11/174 |